# 사우스사이드 위드 유
《사우스사이드 위드 유》(Southside with You)는 미국에서 제작된 리차드 탠 감독의 2016년 드라마, 멜로/로맨스 영화이다. 티카 섬터 등이 주연으로 출연하였고 티카 섬터 등이 제작에 참여하였다.
주 촬영은 2015년 7월 시카고에서 시작되었다. 이 영화는 2016년 선댄스 영화제에서 초연되었으며 2016년 8월 26일 미라맥스와 로드사이드 어트랙션스에 의해 극장 개봉되었다.

## 출연

### 주연
- 티카 섬터
- 파커 소여

### 조연
- 바네사 벨 캘로웨이
- 필립 에드워드 반 리어
- 돈 C. 하퍼

## 기타
- 미술: 루시오 세이사스
- 의상: 메간 스파츠
- 배역: 트윙키 버드